# Cantone di Metzervisse
Il Cantone di Metzervisse è una divisione amministrativa dell'arrondissement di Thionville-Est.
A seguito della riforma approvata con decreto del 18 febbraio 2014, che ha avuto attuazione dopo le elezioni dipartimentali del 2015, non ha subìto modifiche.

## Composizione
Comprende i comuni di:
- Aboncourt
- Basse-Ham
- Bertrange
- Bettelainville
- Bousse
- Buding
- Budling
- Distroff
- Elzange
- Guénange
- Hombourg-Budange
- Inglange
- Kédange-sur-Canner
- Kemplich
- Klang
- Kœnigsmacker
- Kuntzig
- Luttange
- Metzeresche
- Metzervisse
- Monneren
- Oudrenne
- Rurange-lès-Thionville
- Stuckange
- Valmestroff
- Veckring
- Volstroff